# 爆死
爆死（ばくし）とは、爆弾などの爆発物の爆発によって死ぬこと。特に爆発物特有の爆圧や熱による爆傷で死ぬこと（第一次爆傷）。破片による裂傷などで死に至ることも多い（第二次爆傷）。
または、上記からの連想で「壊滅的な大失敗」を意味するインターネットスラング（後述）。

## 概要
爆発およびそれに伴う熱、火炎によって死亡するため、遺体の損傷は非常に激しいものになる事が多い。爆発した爆発物が正規の工程で製造された威力の強い軍用の爆弾などである場合、原形を留めないこともある。戦場での爆死にはこのケースが多い。可燃性の気体の爆発による場合、広範囲に重度の火傷を負うことも多い。狭義には爆発によって即死した場合を言うが、即死せず、爆発で負った負傷による失血、吹き飛ばされての打撲などを原因としての死亡も爆死と呼称されることがある（→作江伊之助、沖縄・自衛官爆死事件）。
ガソリンや都市ガスなどの可燃性の液体・気体を燃料として日常的に用い、また比較的容易に爆発物の原料を調達、爆発物を作成することが可能な先進国の現代社会においては、主として不注意による事故、まれに爆弾テロなどの結果として、頻繁とは言えないまでも比較的高い確率で発生する死因であり、これらの先進諸国の多くでは発生を防止すべく爆発物及びその原料は厳重な管理下に置かれ、その所持・管理及び販売・購入に厳しい規則・罰則が定められるとともに爆発物そのものを扱う管理者には高度な知識と訓練、多くの場合これらの要件を満たしていることの証明である国家資格が要求される。
のみならず常日頃から注意を喚起し続けることも爆発性の気体、燃料などを取り扱い、保管する施設においては必要不可欠であり、職員や来訪者に注意を促すため火気厳禁、禁煙などの標識が掲示されることもしばしばである。

## 戦場と爆死
近代に入ると威力の高い無煙爆薬や効果的な炸裂弾が開発され、砲弾片による兵士の損耗が増加した。現代の戦争では擲弾（グレネード）や砲弾、爆弾など爆発物による死傷が損耗の過半数を占める。また地雷や即席爆発装置といった簡易な爆発物は非対称戦争やテロリズムでも盛んに使用されている。対策として、第一次世界大戦では榴弾片から身を守るための戦闘用ヘルメットが普及した。朝鮮戦争でアメリカ軍がナイロン製の防弾服で手榴弾や砲弾などの破片による死傷者を減少させた。

## 日本の場合
爆発物を作成あるいは入手し人間を殺害する（爆死させる）ことは治安と人命双方に対する重大な犯罪として、重く処罰される。
日本の場合、爆発物取締罰則及び激発物破裂罪の最高刑は死刑と定められている。激発物破裂罪は過失であっても危険を発生させたことを理由として処罰の対象となる。

## ネットスラング
下記の用途として用いられる。
1. おもに商業作品の不出来や売上の低さへの酷評[3]。
2. ガチャ課金において目的額を超えても想定した景品が手に入らなかった際の自嘲[4]。

### 参照
1. ↑  両者のいずれにも該当する例として横須賀緑荘誤爆事件など。
2. ↑  『図解ミリタリーアイテム (F-Files)』104-105P
3. ↑  https://www.asagei.com/excerpt/58025
4. ↑  http://appget.com/c/flashnews/234562/fate-99/